# John McDermott
John McDermott (Middlesbrough, 3 febbraio 1969) è un allenatore di calcio ed ex calciatore inglese, di ruolo difensore.

## Caratteristiche tecniche
Ad inizio carriera ricopriva più ruoli tra centrocampo e difesa, ma col passare degli anni iniziò a giocare stabilmente come terzino destro, venendo impiegato solo saltuariamente in altri ruoli.

## Carriera

### Giocatore
Ha esordito tra i professionisti all'età di 17 anni nella stagione 1986-1987 con il Grimsby Town giocando 13 partite nella seconda divisione inglese, campionato che la sua squadra conclude con una retrocessione in terza divisione, a cui fa seguito un'ulteriore retrocessione in quarta divisione al termine della stagione 1987-1988, nella quale McDermott gioca 28 partite di campionato e realizza una rete, la sua prima in carriera tra i professionisti.
A partire dalla stagione 1988-1989, giocata quindi in quarta divisione, McDermott diventa una pedina chiave della formazione dei Mariners, con cui tra il 1990 ed il 1992 conquista due promozioni consecutive, risalendo così nuovamente in seconda divisione, categoria nella quale nel corso della stagione 1992-1993 realizza 2 reti in 38 presenze. Nel biennio 1993-1995 gioca invece in totale 38 partite nell'arco di due campionati, a causa di un grave infortunio subito al termine della stagione 1993-1994; trona comunque a giocare da titolare nella stagione 1995-1996, in cui realizza una rete in 28 presenze. Nella stagione 1996-1997, conclusa con una nuova retrocessione in terza divisione dopo cinque stagioni consecutive in seconda serie, realizza invece un gol in 29 partite di campionato.
Nella stagione 1997-1998 grazie alla vittoria dei play-off arriva un immediato ritorno in seconda divisione; in questa stagione McDermott vince inoltre il Football League Trophy, suo unico trofeo in oltre vent'anni di carriera. Tra il 1998 ed il 2003 continua poi a giocare con regolarità con i Mariners, con cui nell'arco di questo lustro totalizza complessivamente 158 partite in seconda divisione. A partire dal 2001 diventa inoltre capitano del club, mantenendo tale ruolo fino al ritiro. Nella stagione 2002-2003, giocata in terza divisione dopo la retrocessione dell'anno precedente, il Grimsby Town conclude il campionato con una nuova retrocessione in quarta divisione (per la seconda volta in carriera McDermott ottenne quindi due retrocessioni consecutive tra queste due categorie, a cui aggiungere anche due promozioni consecutive nella direzione inversa), categoria in cui McDermott termina la carriera al termine della stagione 2006-2007, all'età di 38 anni.
In carriera ha totalizzato complessivamente 647 presenze e 11 reti nei campionati della Football League, tutte con la maglia del Grimsby Town, l'unico club in cui ha giocato nel corso dei suoi 21 anni di carriera professionistica, e con la cui maglia considerando tutte le competizioni ufficiali ha totalizzato complessivamente 751 presenze e 13 reti.

### Allenatore
Nella stagione 2010-2011 ha lavorato come vice ai semiprofessionisti dell'Harrogate Town; nella seconda parte della stagione 2016-2017 ha invece allenato il Cleethorpes Town, con cui ha vinto il campionato di Northern Counties East League (nona divisione) ed il Lincolnshire County Senior Trophy, oltre a giocare la finale (persa) di FA Vase.
Nella stagione 2017-2018 ha invece allenato i semiprofessionisti dell'Alfreton Town, in National League North (sesta divisione); in seguito, va a lavorare come vice al Boston Utd.

## Palmarès

### Giocatore

#### Competizioni nazionali
- Football League Trophy: 1

Grimsby Town: 1997-1998

### Allenatore

#### Competizioni regionali
- Northern Counties East League: 1

Cleethorpes Town: 2016-2017
- Lincolnshire County Senior Trophy: 1

Cleethorpes Town: 2016-2017